# Toyota Supra
Toyota Supra är en sportbil och Gran turismo tillverkad av Toyota med start år 1978. Det började med lyxversionen av Toyota Celica som fick tilläggsnamnet Supra. Modellen som även kallas MkII introducerades i Sverige 1983 och sista modellen kom 1986. Bilen utrustades med en 2,8 liters rak sexa med 140 hästkrafter som gav en toppfart på 215 kilometer i timmen. Första, andra och tredje generationen Supra tillverkades vid Tahara-fabriken i Tahara, Aichi. Fjärde generationen Supra tillverkades istället vid Motomachi-fabriken i Toyota City och samtliga fyra generationen har 6-cylindriga radmotorer.
År 1998 upphörde försäljningen av fjärde generationen Supra i USA och 2002 stoppades produktion av Supra i Japan.
År 2019 påbörjades tillverkningen av Toyota Supra A90 (MKV). Bilen har en hel del gemensamt med BMW G29.

## Tredje generationen (A70)
1986 gick Celica och Supra skilda vägar och Supran fick en egen modellkod. Beteckningen var MA70 och på vissa marknader MA71. Första årsmodellen var 1986.5 (sent modellår). Bilen hade en 3-liters motor utan turbo med 24 ventiler och dubbla överliggande kamaxlar. Den utvecklade 200 hästkrafter utan katalysator och cirka 185 hästkrafter med katalysator.
Med 1987 års modell kom turbo-versionen av 3-litersmotorn på 232 hästkrafter.  
Supra A70 introducerades i Sverige 1989 och importerades endast med den turbo-utrustade 3-liters motorn, nu med 235 hästkrafter. A70 producerades till våren 1993.  
Supra A70 har till skillnad från S60 ett targatak som finns på de flesta A70. Från 1991 fanns elektrisk taklucka som tillval, dock endast i USA och Japan. USA och Japan hade även TEMS (Toyota Electrically Modulated Suspension) som tillval. 
Till 1989 års modell gjorde man en ändrad design framtill, bakljusen ändrades (utom på den europeiska versionen som fortsatte ha de gamla bakljusen), ändrad instrumentpanel, stolar, bakspoiler med mera. Motorerna modifierades också för något högre effekt.
Till 1991 års modell gjorde man slutligen fler högtalare, Toyotas logotyp framtill, ändrad framspoiler, lackerade sidolister, en stereo med Radio, kassett och CD-spelare fanns som tillval med mera.
1990 kom Supra med en 2,5-liters motor med dubbelturbo. Motorn som hade beteckningen 1JZ-GTE utvecklade 280 hästkrafter och var en direkt föregångare till den 3,0-liters motor som senare kom i A80. Modellen som kallades JZA70 såldes endast som högerstyrd, avsedd för den japanska marknaden. En version med lägre tjänstevikt som hette 2.5 Twin Turbo R fanns också tillgänglig i Japan. 
Supra A70 fanns även med en 2,0-liters motor på 150 hästkrafter samt en 2,0-liters twin turbo-motor på 210 hästkrafter. Dessa är sällsynta och såldes också endast i Japan. Modellen kallades för GA70. 
Till den vassare JZA70 kunde man få Recarostolar, Momoratt och Momo växelspaksknopp. De flesta JZA70 saknade targatak.
Ett mindre antal av dessa modeller importerades av privatpersoner till bland annat Storbritannien, Irland, Nya Zeeland och Australien.

Det tillverkades även en specialmodell av 3-liters MA70 modellen. Den kallades för Turbo A och utvecklade 287 hästkrafter.

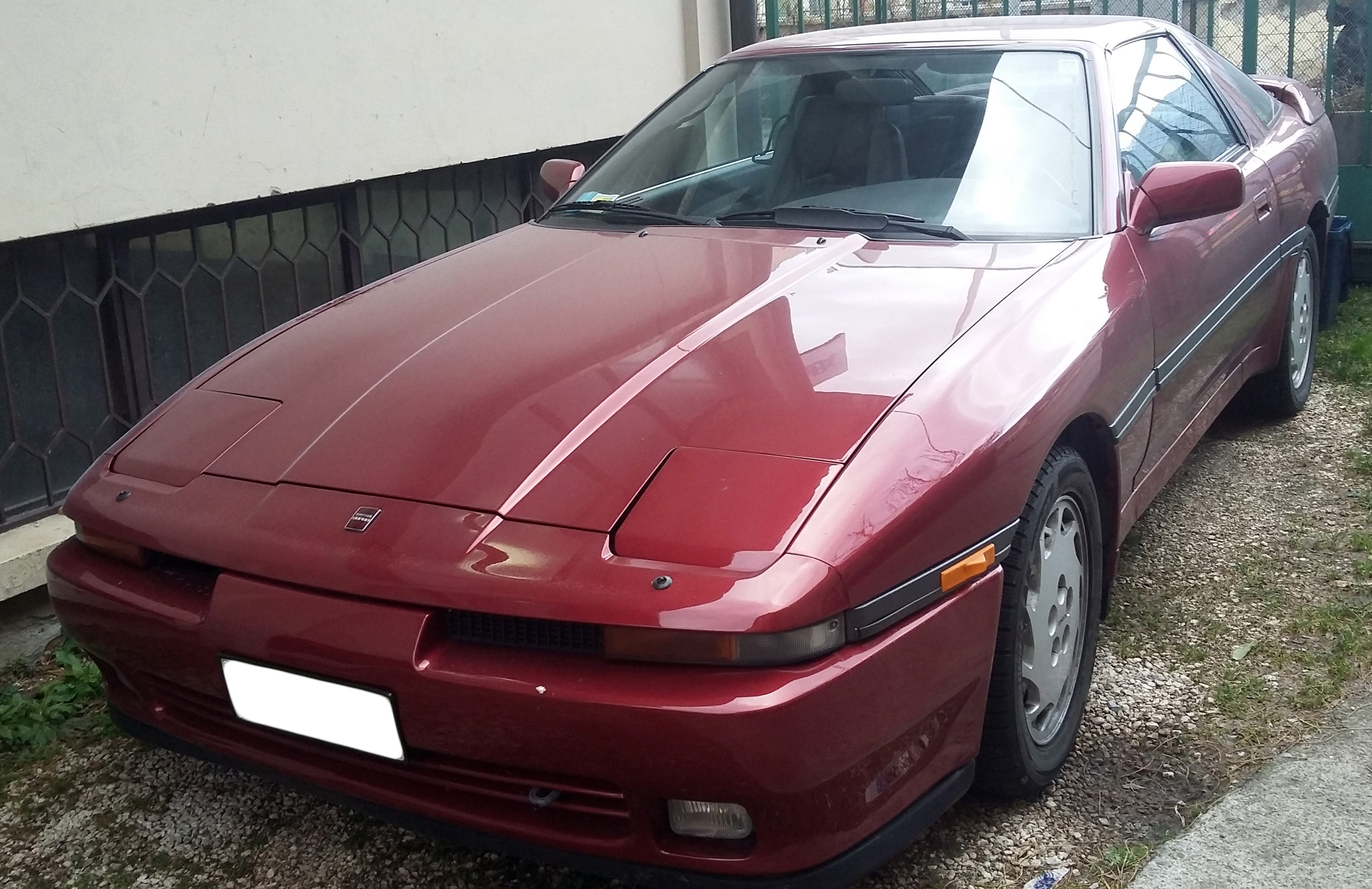
Toyota Supra A70, främre
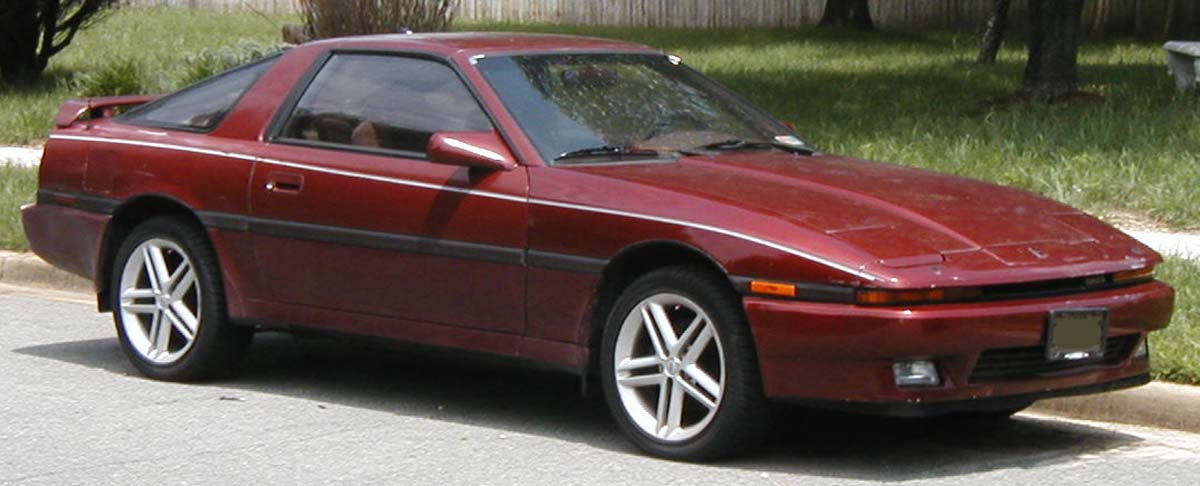
Toyota Supra A70
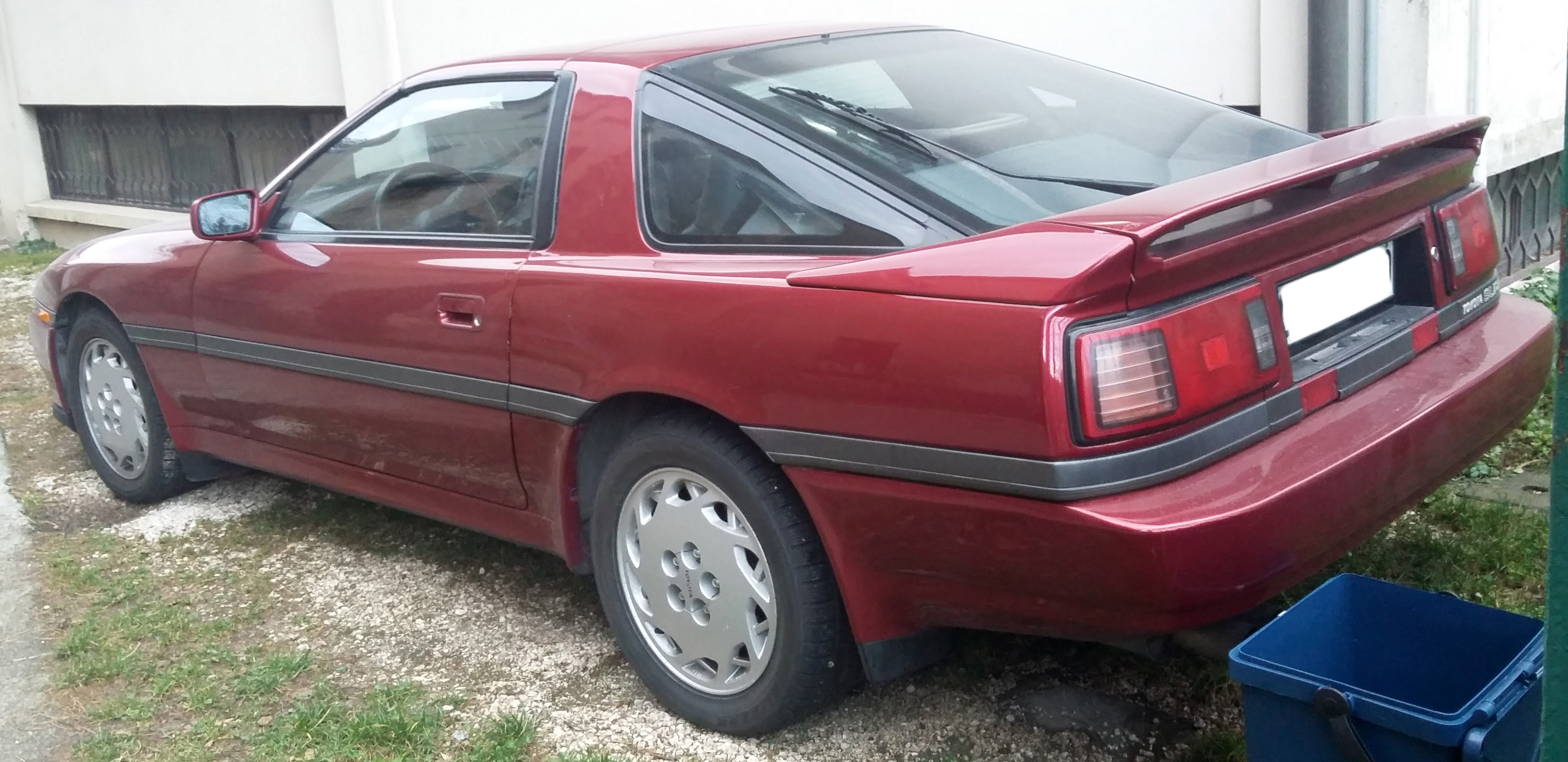
Toyota Supra A70, bakre

## Fjärde generationen (A80)
Planeringen för den fjärde generationen Supra, MkIV, påbörjades i februari 1989 och i mitten av 1990 var den slutgiltiga designen av bilen klar. I april 1993 påbörjades tillverkningen av fjärde generationen Supra. 
Modellen har bland annat figurerat i filmer som The Fast and the Furious och blivit en riktigt populär sportbil i streetkretsar, främst tack vare en motor som var väldigt lätt att trimma. Som original kom bilen med en 3-liters sexa och dubbla turboaggregat på 330 hästkrafter i så kallad Euro-spec som var till den europeiska marknaden och Us-spec till den amerikanska marknaden, samt en 280 hästkrafters version för japanska marknaden, kallad Jap-spec. Denna modell inkluderade en vinge som gav 33 kg tryck på bakdelen av bilen. Den fanns också utan turboaggregat med 220 hästkrafter (uppdaterades sedan till 225), då utan vinge.
Även om bilen togs ur produktion 2002 så figurerar den fortfarande på nätet och i streetracingfilmer. Bilen togs aldrig in i Sverige, utan de bilar som rullar på svenska vägar är vanligtvis privatimporterade från England, Japan, Tyskland och USA.

## Källhänvisningar
1. 1 2  Wong, Jon. ”Everything you need to know about the Toyota Supra (so far)” (på engelska). Roadshow. https://www.cnet.com/roadshow/news/new-toyota-supra-geneva-concept-history-turbo-celica/. Läst 12 december 2018.
2. ↑  Värld, Teknikens. ”Nya Toyota Supra får motor från BMW”. teknikensvarld.se. https://teknikensvarld.se/nya-toyota-supra-far-motor-fran-bmw-621158/. Läst 12 december 2018.
3. ↑  Värld, Teknikens. ”Toyota Supra (2019) | Provkörning”. teknikensvarld.se. https://teknikensvarld.se/provkorning-av-nya-toyota-supra/. Läst 12 december 2018.
4. ↑  ”1979 - 2002 Toyota Supra” (på engelska). 2013. https://www.topspeed.com/cars/toyota/1979-2002-toyota-supra-ar935.html. Läst 12 december 2018.
5. ↑  ”Third Generation Toyota Supra A70”. MotoWag. https://www.motowag.com/toyota-supra-mk3/. Läst 18 maj 2024.
6. ↑  ”Sports Car History—The Legend of the Toyota Supra” (på engelska). sg.news.yahoo.com. Arkiverad från originalet den 19 september 2018. https://web.archive.org/web/20180919180214/https://sg.news.yahoo.com/sports-car-history-legend-toyota-050009935.html. Läst 12 december 2018.